# Guido Vincenzi
Guido Vincenzi (Quingentole, 14 luglio 1932 – Milano, 14 agosto 1997) è stato un allenatore di calcio e calciatore italiano, di ruolo difensore.

## Carriera

### Giocatore

#### Club
Terzino possente, alto più di un metro e ottanta, cresce calcisticamente nella Reggiana. Nel 1953 l'arrivo all'Inter. Partito tra le riserve, guadagna ben presto il posto da titolare, sostituendo Padulazzi nello scacchiere difensivo della squadra nerazzurra. Con l'Inter vince subito il campionato del 1954, il secondo dell'era Foni. Fra i tanti episodi, suo fu il rigore che decise il derby di Milano del 6 ottobre 1957: la partita finì 1-0 per i nerazzurri e passò alla storia per l'episodio del limone posto sul dischetto del rigore da Benito Lorenzi in occasione di un altro penality concesso al Milan, facendo così scivolare il pallone al momento della battuta.

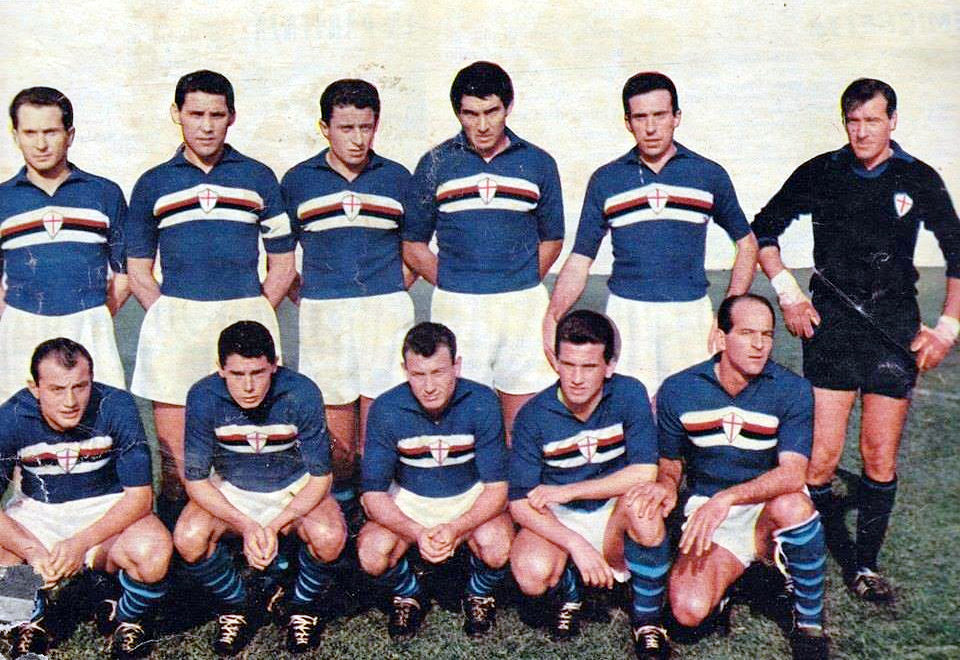
Vincenzi (in piedi, terzo da destra) nella Sampdoria 1959-1960

È elemento importante della difesa interista per cinque stagioni, fino a quando nel 1958 un grave infortunio al ginocchio induce la società nerazzurra a cederlo alla Sampdoria, scambiandolo con Firmani. A Genova una carriera che sembra avviata verso il declino prende nuovo slancio. Vincenzi diventa colonna insostituibile della difesa sampdoriana. È splendido protagonista del campionato 1960-61, che vede la squadra blucerchiata ottenere il quarto posto (traguardo superato solo dalla Samp di Vialli e Mancini), a ridosso delle grandi. Nella Sampdoria disputa 297 partite, giocando fino all'età di 37 anni.

#### Nazionale
Esordisce in Nazionale l'11 aprile 1954 contro la Francia. Convocato per i Mondiali del 1954, non viene più chiamato per quasi 4 anni, fino a quando il Ct Alfredo Foni non si ricorda di lui per la trasferta di Belfast, decisiva per la qualificazione al Campionato del mondo in Svezia. Il 15 gennaio 1958 l'Italia perde 2-1 al Windsor Park, complice una formazione fin troppo offensiva schierata dal nostro allenatore e dice addio ai mondiali svedesi. In quel giorno Vincenzi chiude la sua esperienza in azzurro, totalizzando solamente 3 presenze.

### Allenatore
Ottenuto il patentino di allenatore, è alla guida della Sampdoria nella stagione 1973-1974, ma non ha troppa fortuna. L'anno seguente guida il Genoa, ma viene sostituito da Gigi Simoni. Nel 1979 diventa allenatore della Cremonese in Serie C1 e nella stagione 1980-81 conquista la promozione in Serie B.
Viene esonerato nella stagione seguente a poche giornate dalla fine e sostituito da Emiliano Mondonico che condurrà la squadra alla ormai insperata salvezza. Allenò poi il Fano all'inizio della stagione 1982-1983, venendo sostituito da Enzo Robotti a campionato in corso e, a più riprese, il Casale.

## La morte
I suoi problemi di salute cominciano nel 1993, con un'operazione di coxartrosi. Nel 1996 si ammala di sclerosi laterale amiotrofica. Muore nel 1997, all'età di 65 anni. Sulla sua morte indaga Raffaele Guariniello, all'interno dell'inchiesta sul doping nel calcio: questi indaga anche sulla morte di due ex compagni di squadra di Vincenzi, Ernst Ocwirk, morto di SLA nel 1980, ed Ernesto Cucchiaroni, morto a 43 anni di infarto mentre assisteva ad una partita, ma sofferente di un principio di morbo di Gehrig.

## Statistiche

### Cronologia presenze e reti in nazionale
| Cronologia completa delle presenze e delle reti in nazionale ― Italia | Cronologia completa delle presenze e delle reti in nazionale ― Italia | Cronologia completa delle presenze e delle reti in nazionale ― Italia | Cronologia completa delle presenze e delle reti in nazionale ― Italia | Cronologia completa delle presenze e delle reti in nazionale ― Italia | Cronologia completa delle presenze e delle reti in nazionale ― Italia | Cronologia completa delle presenze e delle reti in nazionale ― Italia | Cronologia completa delle presenze e delle reti in nazionale ― Italia |
| Data                                                                  | Città                                                                 | In casa                                                               | Risultato                                                             | Ospiti                                                                | Competizione                                                          | Reti                                                                  | Note                                                                  |
| --------------------------------------------------------------------- | --------------------------------------------------------------------- | --------------------------------------------------------------------- | --------------------------------------------------------------------- | --------------------------------------------------------------------- | --------------------------------------------------------------------- | --------------------------------------------------------------------- | --------------------------------------------------------------------- |
| 11-4-1954                                                             | Parigi                                                                | Francia                                                               | 1 – 3                                                                 | Italia                                                                | Amichevole                                                            | -                                                                     |                                                                       |
| 17-6-1954                                                             | Losanna                                                               | Svizzera                                                              | 2 – 1                                                                 | Italia                                                                | Mondiali 1954 - 1º turno                                              | -                                                                     |                                                                       |
| 15-1-1958                                                             | Belfast                                                               | Irlanda del Nord                                                      | 2 – 1                                                                 | Italia                                                                | Qual. Mondiali 1958                                                   | -                                                                     |                                                                       |
| Totale                                                                |                                                                       | Presenze                                                              | 3                                                                     |                                                                       | Reti                                                                  | 0                                                                     |                                                                       |

## Palmarès

### Giocatore

#### Competizioni nazionali
- Campionato italiano: 1

Inter: 1953-1954
- Serie B: 1

Sampdoria: 1966-1967

### Allenatore

#### Competizioni nazionali
- Serie C1: 1

Cremonese: 1980-1981
- Campionato Interregionale: 1

Casale: 1985-1986